# The People vs. Larry Flynt
The People vs. Larry Flynt is een Amerikaanse biografische film uit 1996 over het leven van tijdschriftuitgever Larry Flynt. De rol van Larry Flynt wordt gespeeld door Woody Harrelson.

## Verhaal
Stripclub-eigenaar Larry Flynt creëert samen met zijn vrouw Althea het porno-magazine Hustler, dat de taboes van de maatschappij probeert te doorbreken. Hustler brengt de Flynts niet alleen miljoenen aan winst, maar ook de woede van vele "fatsoenlijke" mensen, waaronder van tv-dominee Jerry Falwell. Diverse aanklachten zorgen ervoor dat Flynt heel wat uurtjes in de rechtszaal doorbrengt. Ondertussen raakt Flynt na een mislukte moordaanslag op hem, verlamd, en krijgt hij te maken met drugsverslaving, geestelijke ziekten en de slechter wordende gezondheid van Althea.

## Rolverdeling
| Acteur             | Personage                |
| ------------------ | ------------------------ |
| Woody Harrelson    | Larry Flynt              |
| Courtney Love      | Althea Leasure           |
| Edward Norton      | Alan Isaacman            |
| Brett Harrelson    | Jimmy Flynt              |
| Donna Hanover      | Ruth Carter Stapleton    |
| James Cromwell     | Charles Keating          |
| Crispin Glover     | Arlo                     |
| Vincent Schiavelli | Chester                  |
| Miles Chapin       | Miles                    |
| James Carville     | Simon Leis               |
| Richard Paul       | Jerry Falwell            |
| Burt Neuborne      | Roy Grutman              |
| Jan Tríska         | de aanslagpleger         |
| Cody Block         | de 10-jarige Larry Flynt |
| Ryan Post          | de 8 jaar oude Jimmy     |
| Larry Flynt        | rechter Morrissey        |

## Prijzen en nominaties
| Award                                       | Categorie                                        | Nominatie                            | Resultaat   |
| ------------------------------------------- | ------------------------------------------------ | ------------------------------------ | ----------- |
| Academy Award                               | Beste acteur                                     | Woody Harrelson                      | Genomineerd |
| Academy Award                               | Beste regisseur                                  | Miloš Forman                         | Genomineerd |
| Internationaal filmfestival van Berlijn     | Gouden Beer                                      | Miloš Forman                         | Gewonnen    |
| Boston Society of Film Critics              | Beste mannelijke bijrol                          | Edward Norton                        | Gewonnen    |
| Boston Society of Film Critics              | Beste vrouwelijke bijrol                         | Courtney Love                        | Gewonnen    |
| Critics' Choice Award                       | Beste film                                       | (film)                               | Genomineerd |
| Chicago Film Critics Association            | Meest veelbelovende acteur                       | Edward Norton                        | Gewonnen    |
| Chicago Film Critics Association            | Meest veelbelovende actrice                      | Courtney Love                        | Gewonnen    |
| European Film Award                         | Betekenis voor de wereldcinema                   | Miloš Forman                         | Gewonnen    |
| Florida Film Critics Circle Award           | Beste mannelijke bijrol                          | Edward Norton                        | Gewonnen    |
| Florida Film Critics Circle Award           | Beste vrouwelijke bijrol                         | Courtney Love                        | Gewonnen    |
| Golden Globe                                | Beste regisseur                                  | Miloš Forman                         | Gewonnen    |
| Golden Globe                                | Beste screenplay                                 | Scott Alexander en Larry Karaszewski | Gewonnen    |
| Golden Globe                                | Beste filmdrama                                  | (film)                               | Genomineerd |
| Golden Globe                                | Beste acteur in een hoofdrol                     | Woody Harrelson                      | Genomineerd |
| Golden Globe                                | Best actrice in een hoofdrol                     | Courtney Love                        | Genomineerd |
| Kansas City Film Critics Circle             | Beste film                                       | (film)                               | Gewonnen    |
| Los Angeles Film Critics Association Award  | Beste mannelijke bijrol                          | Edward Norton                        | Gewonnen    |
| National Board of Review of Motion Pictures | Vrijheid van meningsuiting prijs                 | Miloš Forman en Oliver Stone         | Gewonnen    |
| New York Film Critics Circle                | Beste vrouwelijke bijrol                         | Courtney Love                        | Gewonnen    |
| MTV Movie Award                             | Beste doorbraak                                  | Courtney Love                        | Genomineerd |
| Satellite Award                             | Meest originele screenplay                       | Scott Alexander en Larry Karaszewski | Gewonnen    |
| Satellite Award                             | Beste vrouwelijke bijrol                         | Courtney Love                        | Gewonnen    |
| Screen Actors Guild Award                   | Buitengewone prestatie van een mannelijke acteur | Woody Harrelson                      | Genomineerd |
| Society of Texas Film Critics Award         | Beste mannelijke bijrol                          | Edward Norton                        | Gewonnen    |
| Southeastern Film Critics Association       | Beste mannelijke bijrol                          | Edward Norton                        | Gewonnen    |
| Writers Guild of America Award              | Paul Selving Honorary Award                      | Scott Alexander en Larry Karaszewski | Gewonnen    |